# Donald W. Reynolds Razorback Stadium
 (août 2024).
Le Donald W. Reynolds Razorback Stadium est un stade de football américain situé sur le campus de l'Université de l'Arkansas à Fayetteville (Arkansas). C'est l'enceinte utilisée par les Arkansas Razorbacks. Ce stade qui offre une capacité de 72 212 places est la propriété de l'Université de l'Arkansas. Les Razorbakcs jouent également quelques matchs chaque saison au War Memorial Stadium à Little Rock.
Des travaux d'aménagements du stade portèrent la capacité de 51 000 à 72 212 places en 2001. La capacité peut être porté jusqu'à 80 000 places en mode concert.